# Lista tomów serii Murciélago
Ten artykuł zawiera listę tomów serii Murciélago autorstwa Kany Yoshimury, publikowanej od 16 sierpnia 2013 na łamach magazynu „Young Gangan” wydawnictwa Square Enix. Pierwszy tom tankōbon ukazał się 25 kwietnia 2014, natomiast według stanu na 25 kwietnia 2023, do tej pory wydano 23 tomy.
W Polsce seria ukazuje się nakładem wydawnictwa Waneko, pierwszy tom zaś został wydany 24 sierpnia 2017.
Od 12 stycznia 2018 do 26 czerwca 2020 w aplikacji MangaUP! ukazywał się również spin-off zilustrowany przez Shina Arakawę, zatytułowany Murciélago Byproduct: Araña (jap. MURCIÉLAGO -ムルシエラゴ- BYPRODUCT -アラーニァ-). Seria ta została również opublikowana w pięciu tankōbonach, wydanych między 25 czerwca 2018 a 22 lipca 2020 nakładem wydawnictwa Square Enix.

## Murciélago
| Nr | Język japoński       | Język japoński         | Język polski         | Język polski           |
| Nr | Data wydania         | ISBN                   | Data wydania         | ISBN                   |
| --- | -------------------- | ---------------------- | -------------------- | ---------------------- |
| 1 | 25 kwietnia 2014     | ISBN 978-4-7575-4290-7 | 24 sierpnia 2017     | ISBN 978-83-8096-246-0 |
| Lista rozdziałów - 001. Cena siły cz.1 (jap. 力の代償 Chikara no daishō) - 002. Cena siły cz.2 (jap. 力の代償② Chikara no daishō 2) - 003. The Bad Day (jap. THE BAD DAY) - 004. Zabójcze party cz.1 (jap. 殺人Party Satsujin Party) - 005. Zabójcze party cz.2 (jap. 殺人Party② Satsujin Party 2) - Dodatek: Pilot film of Murciélago (jap. Pilot film of MURCIÉLAGO) - Bonus Contents |                      |                        |                      |                        |
| 2 | 25 kwietnia 2014     | ISBN 978-4-7575-4291-4 | 24 października 2017 | ISBN 978-83-8096-247-7 |
| Lista rozdziałów - 006. Zabójcze party cz.3 (jap. 殺人Party③ Satsujin Party 3) - 007. Zabójcze party cz.4 (jap. 殺人Party④ Satsujin Party 4) - 008. Zabójcze party cz.5 (jap. 殺人Party⑤ Satsujin Party 5) - 009. Zabójcze party cz.6 (jap. 殺人Party⑥ Satsujin Party 6) - 010. Zabójcze party cz.7 (jap. 殺人Party⑦ Satsujin Party 7) - 011. Detektyw Hinako (jap. ひな子の名探偵 Hinako no mei tantei) - 012. D·K Domestic Killer (jap. D・K~ドメスティックキラー~ D・K ~Domesutikkukirā~) - Bonus Contents |                      |                        |                      |                        |
| 3 | 25 września 2014     | ISBN 978-4-7575-4425-3 | 15 grudnia 2017      | ISBN 978-83-8096-248-4 |
| Lista rozdziałów - 013. D·K ~ Domestic Killer ~ cz.2 (jap. D・K~ドメスティックキラー~② D・K ~Domesutikkukirā~ 2) - 014. D·K ~ Domestic Killer ~ cz.3 (jap. D・K~ドメスティックキラー~③ D・K ~Domesutikkukirā~ 3) - 015. D·K ~ Domestic Killer ~ cz.4 (jap. D・K~ドメスティックキラー~⑤ D・K ~Domesutikkukirā~ 4) - 016. D·K ~ Domestic Killer ~ cz.5 (jap. D・K~ドメスティックキラー~⑤ D・K ~Domesutikkukirā~ 5) - 017. D·K ~ Domestic Killer ~ cz.6 (jap. D・K~ドメスティックキラー~⑥ D・K ~Domesutikkukirā~ 6) - 018. Mroczne zamiary (jap. "黒"い意志 Kuro i ishi) - 019. Więzienie w kolorze róży (jap. 薔薇色の牢獄 Barairo no rōgoku) - Bonus Contents |                      |                        |                      |                        |
| 4 | 25 lutego 2015       | ISBN 978-4-7575-4564-9 | 22 lutego 2018       | ISBN 978-83-8096-249-1 |
| Lista rozdziałów - 020. Więzienie w kolorze róży cz.2 (jap. 薔薇色の牢獄② Barairo no rōgoku 2) - 021. Więzienie w kolorze róży cz.3 (jap. 薔薇色の牢獄③ Barairo no rōgoku 3) - 022. Więzienie w kolorze róży cz.4 (jap. 薔薇色の牢獄④ Barairo no rōgoku 4) - 023. Więzienie w kolorze róży cz.5 (jap. 薔薇色の牢獄⑤ Barairo no rōgoku 5) - 024. Więzienie w kolorze róży cz.6 (jap. 薔薇色の牢獄⑥ Barairo no rōgoku 6) - 025. Więzienie w kolorze róży cz.7 (jap. 薔薇色の牢獄⑦ Barairo no rōgoku 7) - 026. Więzienie w kolorze róży cz.8 (jap. 薔薇色の牢獄⑧ Barairo no rōgoku 8) - 027. No (tear) drop (jap. No（tear）drop) - Bonus Contents |                      |                        |                      |                        |
| 5 | 25 lipca 2015        | ISBN 978-4-7575-4701-8 | 24 kwietnia 2018     | ISBN 978-83-8096-250-7 |
| Lista rozdziałów - 028. Między mną a niebem cz.1 (jap. 空と僕のあいだに Sora to boku no aida ni) - 029. Między mną a niebem cz.2 (jap. 空と僕のあいだに② Sora to boku no aida ni 2) - 030. Między mną a niebem cz.3 (jap. 空と僕のあいだに③ Sora to boku no aida ni 3) - 031. Między mną a niebem cz.4 (jap. 空と僕のあいだに④ Sora to boku no aida ni 4) - 032. Między mną a niebem cz.5 (jap. 空と僕のあいだに⑤ Sora to boku no aida ni 5) - 033. Między mną a niebem cz.6 (jap. 空と僕のあいだに⑥ Sora to boku no aida ni 6) - 034. The Spider (jap. THE SPIDER) - Bonus Contents |                      |                        |                      |                        |
| 6 | 25 listopada 2015    | ISBN 978-4-7575-4808-4 | 22 czerwca 2018      | ISBN 978-83-8096-251-4 |
| Lista rozdziałów - 035. School Destruction cz.1 (jap. SCHOOL DESTRUCTION) - 036. School Destruction cz.2 (jap. SCHOOL DESTRUCTION②) - 037. School Destruction cz.3 (jap. SCHOOL DESTRUCTION③) - 038. School Destruction cz.4 (jap. SCHOOL DESTRUCTION④) - 039. School Destruction cz.5 (jap. SCHOOL DESTRUCTION⑤) - 040. School Destruction cz.6 (jap. SCHOOL DESTRUCTION⑥) - 041. School Destruction cz.7 (jap. SCHOOL DESTRUCTION⑦) - Bonus Contents |                      |                        |                      |                        |
| 7 | 25 marca 2016        | ISBN 978-4-7575-4923-4 | 24 sierpnia 2018     | ISBN 978-83-8096-252-1 |
| Lista rozdziałów - 042. Każdy dzień to Hinako day! (jap. 毎日がひなこDAY Mainichi ga Hinako DAY) - 043. Sakura niepamięci (jap. 忘却の"桜" Bōkyaku no "sakura") - 044. Sakura niepamięci cz.2 (jap. 忘却の"桜"② Bōkyaku no "sakura" 2) - 045. Sakura niepamięci cz.3 (jap. 忘却の"桜"③ Bōkyaku no "sakura" 3) - 046. Sakura niepamięci cz.4 (jap. 忘却の"桜"④ Bōkyaku no "sakura" 4) - 047. Sakura niepamięci cz.5 (jap. 忘却の"桜"⑤ Bōkyaku no "sakura" 5) - 048. Sakura niepamięci cz.6 (jap. 忘却の"桜"⑥ Bōkyaku no "sakura" 6) - Bonus Contents |                      |                        |                      |                        |
| 8 | 25 sierpnia 2016     | ISBN 978-4-7575-5085-8 | 24 października 2018 | ISBN 978-83-8096-253-8 |
| Lista rozdziałów - 049. Sakura niepamięci cz.7 (jap. 忘却の"桜"⑦ Bōkyaku no "sakura" 7) - 050. Sakura niepamięci cz.8 (jap. 忘却の"桜"⑧ Bōkyaku no "sakura" 8) - 051. Sakura niepamięci cz.9 (jap. 忘却の"桜"⑨ Bōkyaku no "sakura" 9) - 052. Sakura niepamięci cz.10 (jap. 忘却の"桜"⑩ Bōkyaku no "sakura" 10) - 053. Sakura niepamięci cz.11 (jap. 忘却の"桜"⑪ Bōkyaku no "sakura" 11) - 054. Sakura niepamięci cz.12 (jap. 忘却の"桜"⑫ Bōkyaku no "sakura" 12) - 055. Sakura niepamięci cz.13 (jap. 忘却の"桜"⑬ Bōkyaku no "sakura" 13) - Bonus Contents |                      |                        |                      |                        |
| 9 | 25 stycznia 2017     | ISBN 978-4-7575-5225-8 | 14 grudnia 2018      | ISBN 978-83-8096-475-4 |
| Lista rozdziałów - 056. Sakura niepamięci cz.14 (jap. 忘却の"桜"⑭ Bōkyaku no "sakura" 14) - 057. Sakura niepamięci cz.15 (jap. 忘却の"桜"⑮ Bōkyaku no "sakura" 15) - 058. Może to nie miłość (jap. たぶん愛じゃなくて Tabun ai janakute) - 059. Perłowy meteor (jap. 白い流星 Shiroi ryūsei) - 060. Perłowy meteor cz.2 (jap. 白い流星② Shiroi ryūsei 2) - 061. Perłowy meteor cz.3 (jap. 白い流星③ Shiroi ryūsei 3) - 062. Perłowy meteor cz.4 (jap. 白い流星④ Shiroi ryūsei 4) - Dodatek Grimms Notes × Murciélago (jap. 番外編 Grimms Notes × MURCIÉLAGO Bangaihen Grimms Notes × MURCIÉLAGO) - Bonus Contents |                      |                        |                      |                        |
| 10 | 25 lipca 2017        | ISBN 978-4-7575-5430-6 | 22 lutego 2019       | ISBN 978-83-8096-476-1 |
| Lista rozdziałów - 063. The Deep One (jap. THE DEEP ONE) - 064. The Deep One cz.2 (jap. THE DEEP ONE②) - 065. The Deep One cz.3 (jap. THE DEEP ONE③) - 066. The Deep One cz.4 (jap. THE DEEP ONE④) - 067. The Deep One cz.5 (jap. THE DEEP ONE⑤) - 068. The Deep One cz.6 (jap. THE DEEP ONE⑥) - 069. The Deep One cz.7 (jap. THE DEEP ONE⑦) - Bonus Contents |                      |                        |                      |                        |
| 11 | 25 grudnia 2017      | ISBN 978-4-7575-5561-7 | 26 kwietnia 2019     | ISBN 978-83-8096-477-8 |
| Lista rozdziałów - 070. The Deep One cz.8 (jap. THE DEEP ONE⑧) - 071. The Deep One cz.9 (jap. THE DEEP ONE⑨) - 072. The Deep One cz.10 (jap. THE DEEP ONE⑩) - 073. Temat badań (jap. 研究課題 Kenkyū kadai) - 074. Mistrz miecza (jap. 剣聖 Kensei) - 075. Mistrz miecza cz.2 (jap. 剣聖② Kensei 2) - 076. Mistrz miecza cz.3 (jap. 剣聖③ Kensei 3) - Bonus Contents |                      |                        |                      |                        |
| 12 | 25 czerwca 2018      | ISBN 978-4-7575-5760-4 | 24 czerwca 2019      | ISBN 978-83-8096-478-5 |
| Lista rozdziałów - 077. Mistrz miecza cz.4 (jap. 剣聖④ Kensei 4) - 078. Mistrz miecza cz.5 (jap. 剣聖⑤ Kensei 5) - 079. Mistrz miecza cz.6 (jap. 剣聖⑥ Kensei 6) - 080. Mistrz miecza cz.7 (jap. 剣聖⑦ Kensei 7) - 081. Mistrz miecza cz.8 (jap. 剣聖⑧ Kensei 8) - 082. Mistrz miecza cz.9 (jap. 剣聖⑨ Kensei 9) - 083. Mistrz miecza cz.10 (jap. 剣聖⑩ Kensei 10) - Bonus Contents |                      |                        |                      |                        |
| 13 | 25 stycznia 2019     | ISBN 978-4-7575-5958-5 | 6 września 2019      | ISBN 978-83-8096-479-2 |
| Lista rozdziałów - 084. Mistrz miecza cz.11 (jap. 剣聖⑪ Kensei 11) - 085. Mistrz miecza cz.12 (jap. 剣聖⑫ Kensei 12) - 086. Mistrz miecza cz.13 (jap. 剣聖⑬ Kensei 13) - 087. Trumna (jap. 棺 Hitsugi) - 088. Ruchy płodu (jap. 胎動 Taidō) - 089. Dopóki śmierć nas nie rozłączy (jap. 死が2人を分かつまで Shi ga 2 nin o wakatsu made) - 090. Dopóki śmierć nas nie rozłączy cz.2 (jap. 死が2人を分かつまで② Shi ga 2 nin o wakatsu made 2) - Bonus Contents |                      |                        |                      |                        |
| 14 | 25 marca 2019        | ISBN 978-4-7575-6070-3 | 28 listopada 2019    | ISBN 978-83-8096-480-8 |
| Lista rozdziałów - 091. Dopóki śmierć nas nie rozłączy cz.3 (jap. 死が2人を分かつまで③ Shi ga 2 nin o wakatsu made 3) - 092. Dopóki śmierć nas nie rozłączy cz.4 (jap. 死が2人を分かつまで④ Shi ga 2 nin o wakatsu made 4) - 093. Dopóki śmierć nas nie rozłączy cz.5 (jap. 死が2人を分かつまで⑤ Shi ga 2 nin o wakatsu made 5) - 094. Dopóki śmierć nas nie rozłączy cz.6 (jap. 死が2人を分かつまで⑥ Shi ga 2 nin o wakatsu made 6) - 095. Dopóki śmierć nas nie rozłączy cz.7 (jap. 死が2人を分かつまで⑦ Shi ga 2 nin o wakatsu made 7) - 096. Dopóki śmierć nas nie rozłączy cz.8 (jap. 死が2人を分かつまで⑧ Shi ga 2 nin o wakatsu made 8) - 097. Dopóki śmierć nas nie rozłączy cz.9 (jap. 死が2人を分かつまで⑨ Shi ga 2 nin o wakatsu made 9) - Bonus Contents |                      |                        |                      |                        |
| 15 | 25 lipca 2019        | ISBN 978-4-7575-6211-0 | 30 stycznia 2020     | ISBN 978-83-8096-778-6 |
| Lista rozdziałów - 098. Zabroniona zabawa (jap. 禁じられた遊び Kinjirareta asobi) - 099. The Entertainer (jap. THE ENTERTAINER) - 100. The Entertainer cz.2 (jap. THE ENTERTAINER②) - 101. The Entertainer cz.3 (jap. THE ENTERTAINER③) - 102. The Entertainer cz.4 (jap. THE ENTERTAINER④) - 103. The Entertainer cz.5 (jap. THE ENTERTAINER⑤) - 104. The Entertainer cz.6 (jap. THE ENTERTAINER⑥) - Bonus Contents |                      |                        |                      |                        |
| 16 | 23 stycznia 2020     | ISBN 978-4-7575-6478-7 | 11 maja 2020         | ISBN 978-83-8096-842-4 |
| Lista rozdziałów - 105. The Entertainer cz.7 (jap. THE ENTERTAINER⑦) - 106. The Entertainer cz.8 (jap. THE ENTERTAINER⑧) - 107. The Entertainer cz.9 (jap. THE ENTERTAINER⑨) - 108. The Entertainer cz.10 (jap. THE ENTERTAINER⑩) - 109. The Entertainer cz.11 (jap. THE ENTERTAINER⑪) - 110. The Entertainer cz.12 (jap. THE ENTERTAINER⑫) - 111. Najeżka (jap. 針千本 Hari senbon) - Bonus Contents |                      |                        |                      |                        |
| 17 | 22 lipca 2020        | ISBN 978-4-7575-6763-4 | 28 października 2020 | ISBN 978-83-8096-843-1 |
| Lista rozdziałów - 112. Najeżka cz.2 (jap. 針千本② Hari senbon 2) - 113. Najeżka cz.3 (jap. 針千本③ Hari senbon 3) - 114. Wolny strzelec (jap. 魔弾の射手 Madan no shashu) - 115. Wolny strzelec cz.2 (jap. 魔弾の射手② Madan no shashu 2) - 116. Wolny strzelec cz.3 (jap. 魔弾の射手③ Madan no shashu 3) - 117. Wolny strzelec cz.4 (jap. 魔弾の射手④ Madan no shashu 4) - 118. Wolny strzelec cz.5 (jap. 魔弾の射手⑤ Madan no shashu 5) - Bonus Contents |                      |                        |                      |                        |
| 18 | 24 grudnia 2020      | ISBN 978-4-7575-7011-5 | 24 czerwca 2021      | ISBN 978-83-8096-844-8 |
| Lista rozdziałów - 119. Wolny strzelec cz.6 (jap. 魔弾の射手⑥ Madan no shashu 6) - 120. Sędzia Chiyo (jap. 千代裁き Chiyo sabaki) - 121. Pierwsza miłość i kara (jap. 罸恋 Hatsu koi) - 122. Pierwsza miłość i kara cz.2 (jap. 罸恋② Hatsu koi 2) - 123. Pierwsza miłość i kara cz.3 (jap. 罸恋③ Hatsu koi 3) - 124. Pierwsza miłość i kara cz.4 (jap. 罸恋④ Hatsu koi 4) - 125. Pierwsza miłość i kara cz.5 (jap. 罸恋⑤ Hatsu koi 5) - Bonus Contents |                      |                        |                      |                        |
| 19 | 25 maja 2021         | ISBN 978-4-7575-7268-3 | 10 września 2021     | ISBN 978-83-8096-845-5 |
| Lista rozdziałów - 126. Pierwsza miłość i kara cz.6 (jap. 罸恋⑥ Hatsu koi 6) - 127. Pierwsza miłość i kara cz.7 (jap. 罸恋⑦ Hatsu koi 7) - 128. Pierwsza miłość i kara cz.8 (jap. 罸恋⑧ Hatsu koi 8) - 129. Pierwsza miłość i kara cz.9 (jap. 罸恋⑨ Hatsu koi 9) - 130. Pierwsza miłość i kara cz.10 (jap. 罸恋⑩ Hatsu koi 10) - 131. Pierwsza prośba i kara (jap. 罸乞 Hatsu koi) - 132. W rodzie Yamatsukami (jap. 山津神家の一族 Yamatsukami ie no ichizoku) - Bonus Contents |                      |                        |                      |                        |
| 20 | 25 października 2021 | ISBN 978-4-7575-7538-7 | 22 kwietnia 2022     | ISBN 978-83-8242-291-7 |
| Lista rozdziałów - 133. W rodzie Yamatsukami cz.2 (jap. 山津神家の一族② Yamatsukami ie no ichizoku 2) - 134. W rodzie Yamatsukami cz.3 (jap. 山津神家の一族③ Yamatsukami ie no ichizoku 3) - 135. W rodzie Yamatsukami cz.4 (jap. 山津神家の一族④ Yamatsukami ie no ichizoku 4) - 136. W rodzie Yamatsukami cz.5 (jap. 山津神家の一族⑤ Yamatsukami ie no ichizoku 5) - 137. W rodzie Yamatsukami cz.6 (jap. 山津神家の一族⑥ Yamatsukami ie no ichizoku 6) - 138. W rodzie Yamatsukami cz.7 (jap. 山津神家の一族⑦ Yamatsukami ie no ichizoku 7) - 139. W rodzie Yamatsukami cz.8 (jap. 山津神家の一族⑧ Yamatsukami ie no ichizoku 8) - Bonus Contents |                      |                        |                      |                        |
| 21 | 25 marca 2022        | ISBN 978-4-7575-7835-7 | 9 sierpnia 2022      | ISBN 978-83-8242-292-4 |
| Lista rozdziałów - 140. W rodzie Yamatsukami cz.9 (jap. 山津神家の一族⑨ Yamatsukami ie no ichizoku 9) - 141. W rodzie Yamatsukami cz.10 (jap. 山津神家の一族⑩ Yamatsukami ie no ichizoku 10) - 142. W rodzie Yamatsukami cz.11 (jap. 山津神家の一族⑪ Yamatsukami ie no ichizoku 11) - 143. W rodzie Yamatsukami cz.12 (jap. 山津神家の一族⑫ Yamatsukami ie no ichizoku 12) - 144. W rodzie Yamatsukami cz.13 (jap. 山津神家の一族⑬ Yamatsukami ie no ichizoku 13) - 145. W rodzie Yamatsukami cz.14 (jap. 山津神家の一族⑭ Yamatsukami ie no ichizoku 14) - 146. Srebrny zapach (jap. 銀の幽香 Shirogane no yūkō) - Bonus Contents |                      |                        |                      |                        |
| 22 | 25 sierpnia 2022     | ISBN 978-4-7575-8087-9 | 22 grudnia 2022      | ISBN 978-83-8242-429-4 |
| Lista rozdziałów - 147. Srebrny zapach cz.2 (jap. 銀の幽香② Shirogane no yūkō 2) - 148. Srebrny zapach cz.3 (jap. 銀の幽香③ Shirogane no yūkō 3) - 149. Srebrny zapach cz.4 (jap. 銀の幽香④ Shirogane no yūkō 4) - 150. Srebrny zapach cz.5 (jap. 銀の幽香⑤ Shirogane no yūkō 5) - 151. Srebrny zapach cz.6 (jap. 銀の幽香⑥ Shirogane no yūkō 6) - 152. Srebrny zapach cz.7 (jap. 銀の幽香⑦ Shirogane no yūkō 7) - 153. Srebrny zapach cz.8 (jap. 銀の幽香⑧ Shirogane no yūkō 8) - Bonus Contents |                      |                        |                      |                        |
| 23 | 25 kwietnia 2023     | ISBN 978-4-7575-8534-8 | 21 września 2023     | ISBN 978-83-8242-578-9 |
| Lista rozdziałów - 154. Srebrny zapach cz.9 (jap. 銀の幽香⑨ Shirogane no yūkō 9) - 155. Srebrny zapach cz.10 (jap. 銀の幽香⑩ Shirogane no yūkō 10) - 156. Srebrny zapach cz.11 (jap. 銀の幽香⑪ Shirogane no yūkō 11) - 157. Srebrny zapach cz.12 (jap. 銀の幽香⑫ Shirogane no yūkō 12) - 158. Srebrny zapach cz.13 (jap. 銀の幽香⑬ Shirogane no yūkō 13) - 159. Srebrny zapach cz.14 (jap. 銀の幽香⑭ Shirogane no yūkō 14) - 160. Srebrny zapach cz.15 (jap. 銀の幽香⑮ Shirogane no yūkō 15) |                      |                        |                      |                        |

### Rozdziały nieopublikowane
Poniżej znajduje się lista rozdziałów, które pierwotnie zostały opublikowane na łamach magazynu „Young Gangan”, ale jeszcze nie zostały opublikowane w formie tomów tankōbon.
- 161. Shirogane no yūkō 16 (jap. 銀の幽香⑯)
- 162. Shirogane no yūkō 17 (jap. 銀の幽香⑰)

## Murciélago Byproduct: Araña
| Nr | Data wydania (język japoński) | ISBN (język japoński)  |
| -- | ----------------------------- | ---------------------- |
| 1  | 25 czerwca 2018               | ISBN 978-4-7575-5761-1 |
| 2  | 25 stycznia 2019              | ISBN 978-4-7575-5959-2 |
| 3  | 25 lipca 2019                 | ISBN 978-4-7575-6212-7 |
| 4  | 23 stycznia 2020              | ISBN 978-4-7575-6479-4 |
| 5  | 22 lipca 2020                 | ISBN 978-4-7575-6764-1 |